# 克李斯多佛·夏爾
克李斯多佛·夏爾（英語：Chris Shyer）或稱為克李斯·夏爾（Chris Shyer），加拿大和美國男演員、製片人、導演和教師，出演過的知名作品如電影《全面追緝令》（2001年）、《天算不如人算》（2002年）、《地心毀滅》（2003年）、《胡佛传》（2011年），以及電視劇《惠斯勒》（2006年至2007年）、《V星入侵》（2009年至2011年）和《暗夜情報員》（2023年）。

## 早年
克李斯多佛·夏爾在安大略省多倫多出生及長大，父母是化妝師雪莉·漢娜·瑪麗（Shirley Hannah Marie）和機械師丹尼斯·勒蒙·約翰斯頓（Dennis Lemoine Johnston）；他在家裡六個小孩中年紀最小。
夏爾起初在加拿大各地參與音樂劇演出，然後在20世紀90年代末移居溫哥華，接到許多演出電影及電視的機會。作為雙重國籍公民，他在美國洛杉磯和紐約獲得了工作機會。除了電影人外，他也是表演教師。

## 外部連結
- 克李斯多佛·夏爾在互联网电影资料库（IMDb）上的資料（英文）